# Jodelle (Comic)
Jodelle (Les aventures de Jodelle) ist ein erotischer Comic, der von Guy Peellaert gezeichnet und von Pierre Bartier getextet wurde und im Jahr 1966 erschien.

## Handlung und Veröffentlichung
Die der französischen Sängerin Sylvie Vartan nachempfundene Jodelle befindet sich als Agentin im antiken Rom, wo die zeitgenössische Konsum- und Kulturwelt präsent ist. So werden Autos von Pferden gezogen und Stars wie Charles Aznavour und die Beatles treten auf. Sie unterstützt Kaiser Augustus, die Intrige einer Prokonsulin aufzudecken.
Die französische Originalausgabe Les aventures de Jodelle wurde vom französischen Verleger Eric Losfeld im Jahr 1966 veröffentlicht. Die deutschsprachige Ausgabe erschien 1967 übersetzt von Ingrid Eichler bei Schünemann. Eine englischsprachige Ausgabe – übersetzt von Richard Seaver – erschien im gleichen Jahr bei Grove Press (New York).
Eine weitere deutschsprachige Veröffentlichung erfolgte 1971 als Fortsetzungsgeschichte im Comicmagazin Pip.

## Rezeption
Fritz J. Raddatz beschrieb Jodelle 1967 in der Zeit als „eine Pseudo-Monster-Horror-Spionage-Geschichte aus einem anachronistisch amerikanisierten antiken Rom“.  Darüber hinaus vertrat er die Ansicht, dass „die neuen Heldinnen der westlichen Welt“, zu denen er neben Jodelle auch Barbarella und Phoebe Zeit-Geist zählte, „Dienerinnen eines modischen snob appeal“ seien, die „dem lesenden Analphabeten […] dienen sollten“. Laut Andreas C. Knigge hebe sich Jodelle „von den Science-Fiction-Hintergründen in den Serien Barbarella und Scarlett Dream durch eine klare Bekenntnis zur Pop Art ab“. Weiter macht Knigge Jodelle neben Barbarella und Valentina für die Entstehung der Erwachsenen-Comics verantwortlich. Nach Ansicht von Franco Fossati verdiene der Comic, „obwohl es nur ein einziges Jodelle-Abenteuer gibt, […] wegen der äußerst originellen Graphiken Guy Peellaerts Erwähnung“.